# Selene Gandini
Selene Gandini (Genova, 29 agosto 1980) è un'attrice e conduttrice televisiva italiana.

## Biografia
Di famiglia originaria di Bogliasco, ha iniziato a studiare recitazione all'età di 10 anni, frequentando i corsi degli attori Modestina Caputo ed Aldo Amoroso presso la scuola di teatro per ragazzi La Quinta Praticabile. Nel 1993 riceve il premio di "giovane attrice" al Festival International de Théâtre d'Enfants et de jeunes di Tolosa.
Ha debuttato nel 1994 nel ruolo di Turandot nell'omonima opera teatrale di Puccini, diretta da Giorgio Albertazzi. Nel 1996 è stata scritturata dalla compagnia del Teatro del Mediterraneo di Genova, diretta da Pierluigi Cominotto. Dopo il 2000,  oltre che con Albertazzi, ha lavorato accanto ad autori ed interpreti come Dario Fo, Giuseppe Patroni Griffi, Arnoldo Foà e Oreste Lionello. Ha preso parte a numerose tournée nazionali; tra i personaggi interpretati, si ricorda in particolare Giulietta, ruolo da lei ricoperto anche nella Storia del Teatro in Italia, realizzata per la RAI da Giorgio Albertazzi e Dario Fo. Grande successo hanno avuto le sue performance nel Sogno Risognato, rielaborazione realizzata da Albertazzi basandosi su testi shakespeariani, nella quale l'attrice ha lavorato anche al fianco di Enrico Brignano e Serena Autieri.
Oltre alla passione per il teatro ha coltivato l'arte della clownerie e si è perfezionata con Mona Mouche a Parigi. Come autrice e regista, ha esordito nella sua città natale, nel dicembre del 2007, al Politeama Genovese con lo spettacolo La Verità è un Limone, riproposto a Roma e altrove, riscuotendo notevole successo sia tra il pubblico che nella critica ed ottenendo l'invito a rappresentarlo anche a Vancouver, in Canada, presso il Centro Italiano di Cultura.
Nel 2011 ha fatto parte della tournée de Il padre della sposa, con Gino Rivieccio e Corinne Cléry, trasposizione teatrale dell'omonimo film del 1950, nella quale ha interpretato il ruolo brillante della sposa Kathy.
Ha partecipato inoltre a episodi di note serie televisive tra cui Un posto al sole, La squadra, Centovetrine, Tempesta d'amore. Sempre per la televisione, nel 2001 è stata conduttrice dei programmi Lolita, su Rai Sat Cinema, e Achab su RaiSat Ragazzi.
Nel 2018 ha debuttato nel cinema come protagonista nel film storico-biografico Red Land (Rosso Istria), diretto dal regista italo-argentino Maximiliano Hernando Bruno, interpretandovi il ruolo di Norma Cossetto, giovane studentessa istriana violentata e gettata nelle foibe da parte dei partigiani jugoslavi di Tito nel 1943.

## Filmografia[2]

### Cinema
- Red Land (Rosso Istria), regia di Maximiliano Hernando Bruno (2018)

### Televisione
- Un posto al sole – soap opera (2001)
- Vento di ponente – serie TV (2001)
- La squadra – serie TV (2002)
- Centovetrine – soap opera (2007)
- Tempesta d'amore – soap opera, 3 puntate (2010)
- Le tre rose di Eva – soap opera, (2012)
- Doc - Nelle tue mani – serie TV, episodio 2x04 (2022)
- Sono Lillo – serie TV, episodio 1x06 (2023)
- Un passo dal cielo – serie TV, episodio 7x07 (2023)

## Teatrografia parziale[2]
- Turandot di Giacomo Puccini, regia di Giorgio Albertazzi (1994)
- La famiglia Antrobus di Thornton Wilder, regia di Paolo Pignero (1996)
- Sleeping around di Mark Ravenhill, regia di Marco Carniti (1999)
- I vangeli apocrifi, regia e soggetto di Alberto Di Stasio (2001)
- Il mercante di Venezia di William Shakespeare, regia di Giorgio Albertazzi (2002)
- Le femmine puntigliose di Carlo Goldoni, regia di Pierluigi Cominotto (2002)
- Pene d'amor perdute di William Shakespeare, regia di Marco Carniti (2002)
- 500 - Secolo carnale, regia e soggetto di Dario Fo e Giorgio Albertazzi (2004)
- Mami pappi e sirene in Magna Grecia, regia e soggetto di Giorgio Albertazzi (2004)
- Uno sguardo dal ponte di Arthur Miller, regia di Giuseppe Patroni Griffi (2005-2006)
- Amleto di William Shakespeare, regia di Nicasio Anzelmo (2007)
- Romeo e Giulietta di William Shakespeare, regia di Nicasio Anzelmo (2007-2008)
- Cuore senza cuore, regia e soggetto di Gigi Palla (2008)
- Mirandolina di Carlo Goldoni, regia di Caterina Costantini (2008)
- Sogno di una notte di mezz’estate risognato da un Puck malizioso, regia e soggetto di Giorgio Albertazzi (2008)
- La verità è un limone di Selene Gandini, regia di Gianni Masella (2008-2009)
- Italiopoli di Oliviero Beha, regia di Beppe Arena (2009)
- La dodicesima notte di William Shakespeare, regia di Nicasio Anzelmo (2009)
- La bisbetica domata di William Shakespeare, regia di Caterina Costantini (2010)
- Il padre della sposa di Edward Streeter, regia Marco Parodi (2011)
- The Coast of Utopia di Tom Stoppard, regia di Marco Tullio Giordana (2012)
- La bisbetica domata di William Shakespeare, regia di Andrej Končalovskij (2013)

## Programmi TV
- Achab (Rai Sat Ragazzi, 2001)
- Lolita (Rai Sat Cinema, 2001)
- No Concept (Rai 5, 2018)[5][6]